# Дидие Кело
Дидиѐ Патрѝк Кело̀ (на френски: Didier Patrick Queloz, [didje kelo]) е швейцарски астроном.
Роден е на 23 февруари 1966 година. През 1990 година завършва физика в Женевския университет, където през 1995 година защитава докторат. Преподава в Женевския университет до 2013 година, когато се премества в Кеймбриджкия университет. През 1995 година, заедно със своя руководител Мишел Майор, открива Димидиум, първата известна екзопланета в орбита около звезда от главната последователност.
През 2019 година Дидие Кело и Мишел Майор получават Нобелова награда за физика „за откриването на екзопланета в орбита около звезда от типа на Слънцето“, заедно с американския астрофизик Джим Пийбълс.